# Pleče
Pleče jsou zřícenina hradu na jižním okraji Jindřichova v okrese Šumperk. Stojí na konci ostrožny nad soutokem potoka Staříč s řekou Brannou v nadmořské výšce 520 metrů. Dochovaly se z něj terénní relikty opevnění, budov a fragmenty hradby, která umožnila Pleče zařadit mezi hrady s plášťovou zdí. Název hradu je odvozen od nedaleké osady.

## Historie
O hradu se nedochovaly žádné písemné prameny. Archeologický výzkum datoval jeho existenci do období od čtrnáctého do první poloviny patnáctého století.

## Stavební podoba
Staveniště hradu je na západě od zbytku ostrožny odděleno sedm metrů širokým prvním příkopem. Za ním se nacházelo přibližně obdélné předhradí. Z předhradí vybíhá směrem na severovýchod val, který vymezuje část druhého příkopu širokého 10–15 metrů. Druhý příkop odděloval předhradí od výše položeného hradního jádra. To bylo obehnané částečně dochovanou plášťovou zdí silnou 2,5 metru. Archeologický výzkum zde neodhalil žádnou věžovitou stavbu. V níže položené části jádra na východní straně mohly stát blíže neurčené dřevěné budovy.